# Guy-Auguste de Rohan-Chabot
Pour les articles homonymes, voir Chabot.
Guy Auguste de Rohan-Chabot, vicomte de Bignan, seigneur de Maillé-Seizploué, né le 18 août 1683 et mort à Paris le 13 septembre 1760, fut nommé lieutenant général des armées en 1734. On le désigne souvent sous le nom de Chevalier de Rohan dans la célèbre altercation qui l'opposa à Voltaire en 1726.

## Biographie

### Famille
Guy Auguste de Rohan-Chabot est le deuxième fils (et le quatrième enfant) de Louis de Rohan-Chabot, troisième duc de Rohan, et de Marie Élisabeth Catherine du Bec, dame de Vardes. Il appartient à la branche ainée Rohan-Chabot de la famille de Chabot.

## Altercation avec Voltaire
En janvier 1726, une altercation l'oppose au jeune Voltaire. « Le Chevalier de Rohan-Chabot », gentilhomme arrogant, apostrophe l'écrivain à la Comédie-Française : « Monsieur de Voltaire, Monsieur Arouet, comment vous appelez-vous ? ». Sa réplique est cinglante : « Voltaire ! Je commence mon nom et vous finissez le vôtre ». Quelques jours plus tard, on fait appeler Voltaire alors qu’il dîne chez son ami le duc de Sully. Dans la rue, il est frappé à coups de gourdin par les laquais du chevalier, qui surveille l’opération de son carrosse. Blessé, humilié, il veut obtenir réparation mais aucun de ses amis aristocrates ne prend son parti. Le duc de Sully refuse de l’accompagner chez le commissaire de police pour appuyer sa plainte. Il n’est pas question d’inquiéter un Rohan-Chabot pour avoir fait rouer de coups un écrivain. « Nous serions bien malheureux si les poètes n’avaient pas d’épaules », dit un parent de Caumartin. Le prince de Conti fait un mot sur les coups de bâtons : « Ils ont été bien reçus mais mal donnés ». Voltaire veut venger son honneur par les armes mais son ardeur à vouloir se faire rendre justice indispose tout le monde. Les Rohan-Chabot obtiennent, par une lettre de cachet du roi Louis XV, que l’on procède à l’arrestation de Voltaire, qui est conduit à la Bastille le 17 avril. Il n’est libéré, deux semaines plus tard, qu’à la condition qu’il s’exile en Grande-Bretagne.

## Mariages et descendance
Guy Auguste de Rohan-Chabot se marie deux fois :
Le 8 février 1729, il épouse en premières noces Yvonne Sylvie du Breil de Rays (1712-15 juillet 1740), dont il eut :
- Marie Charlotte Sylvie de Rohan-Chabot (1729-1807), x Charles-Juste de Beauvau-Craon
- Louis-Antoine de Rohan-Chabot (1733-1807), duc de Chabot (à brevet) et sixième duc de Rohan,
- Charles Rosalie de Rohan-Chabot (1740-1813), huitième et dernier comte de Jarnac.

Le 25 mai 1744, trois ans après la mort de sa femme, il épouse en secondes noces Lady Mary Apolonia Scolastica Stafford-Howard (17 février 1721-16 mai 1769), sans postérité.

## Télévision
Dans la série télévisée Les Aventures du jeune Voltaire de 2021, il est joué par Vincent Deniard.